# Capezzano
Capezzano è una frazione del comune di Pellezzano, in provincia di Salerno.

## Geografia fisica
La frazione si estende sulla strada provinciale verso Salerno per circa 4 km. Essa si compone di 2 contrade, Capezzano Superiore e Capezzano Inferiore. Altre località vicine sono Chiuiano, Corgiano e Rione Piombino, quest'ultima al confine con l'abitato urbano di Salerno (col quale è praticamente saldata), nel suo quartiere periferico di Fratte.

## Storia
Lungo la strada che porta a Salerno si trova un vecchio acquedotto in tufo giallo, di epoca moderna, ma molto suggestivo, che ricorda con le sue ampie arcate quelli di epoca romana.
La zona fu comunque abitata in epoca classica, come testimonia il rinvenimento nel 1879-1880 di alcune tombe a cassa con interessanti corredi ascrivibili al V-IV secolo a.C.
Lungo la strada che da Fratte porta a Capezzano, in via Sabato De Vita, vi è un'antica villa ottocentesca, Villa Wenner, di colore arancio-rosato, circondata da uno splendido parco; essa fu costruita nel 1862 da Federico Alberto Wenner, un industriale svizzero, giunto a Salerno nel 1829, fondatore insieme ad altri suoi connazionali delle industrie tessili di Fratte di Salerno, divenute poi le MCM, Manifatture Cotoniere Meridionali.
La famiglia Wenner provvide a far confluire i materiali di una delle necropoli di Fratte (rinvenuti in occasione della costruzione delle filande) nelle raccolte archeologiche della Società Antiquaria di Zurigo, oggi dispersi ad eccezione di tre pezzi.

Poco distante dalla villa, in via Filanda nel Parco CO.RE.SA., vi sono altre case degli svizzeri, meno imponenti ma molto aggraziate, di colore giallo ocra, chiamate ancora oggi "Villini Svizzeri", edificati fra il 1840 e il 1847 su progetto dell'architetto Stefano Gasse al servizio dei re Borboni.
Poco distante dai Villini Svizzeri, in Località San Nicola, vi è un prestigioso quartiere composto da 12 villette a schiera e da un moderno edificio condominiale (Parco San Nicola), edificato alla fine degli anni ottanta sul luogo ove vi era un suggestivo agglomerato di antiche case coloniche, completamente distrutto col terremoto del 23 novembre 1980.
Alle spalle del Parco San Nicola, svoltando a sinistra, si giunge in una zona residenziale molto bella e tranquilla, e in un parco che fu del fiduciario dei Wenner, l'architetto tedesco Helmut Fürst; vi si è insediato il centro operativo dell'Associazione Nazionale per l'Arbitrato e la Conciliazione  (A.N.P.A.R.), uno studio professionale a nome del Dott. Giovanni Pecoraro esercente consulenza legale, commercialista,  revisore legale, mediatore civile e commerciale, consulente del lavoro. Nello stesso complesso  sono ospitate varie associazioni facenti parte della CON.FAS (Confederazione delle Associazioni)

## Infrastrutture e trasporti
Capezzano è collegata a Salerno e Baronissi tramite autobus della compagnia Busitalia Campania, con le linee 22 (detta Capriglia) e 23 (detta Calvanico). L'abitato si trova lungo la ferrovia Salerno-Mercato San Severino e più volte si è discusso, negli ultimi anni, sull'eventualità progettuale di crearvi una stazione apposita, data la potenzialità di traffico.